# Albert Stewart Meek
Albert Stewart Meek (* 26. Oktober 1871 in Bow, London; † 1. Oktober 1943 in Bondi, New South Wales) war ein britischer Naturforscher und zoologischer Sammler von Vögelbälgen und Insekten. Daneben war er ein Händler von Vogelfedern. Er war ein enger Mitarbeiter von Walter Rothschild und Ernst Hartert. Durch seine langjährige Sammlertätigkeit trug er für das Natural History Museum at Tring eine der weltweit größten Vogelbalg- und Insektensammlungen des frühen 20. Jahrhunderts zusammen. In manchen Publikationen wird er irrtümlich als Alfred S. Meek bezeichnet.

## Leben
Meek kam als Sohn eines Händlers für naturhistorische Gegenstände im Londoner Stadtteil Bow zur Welt.  1894 wurde er von Walter Rothschild als Vogel- und Insektensammler für das neu eröffnete Walter Rothschild Zoological Museum engagiert. Meek begann zunächst in England zu sammeln und bereiste kurze Zeit später Australien, die Salomonen, Neuguinea und Bougainville, wo er mehrere neue Vogeltaxa, darunter die Bougainvillekrähe (Corvus meeki),  entdeckte.  1904 führte ihn eine Expedition nach Choiseul, wo er die letzten vier Exemplare der heute ausgestorbenen Salomonentaube (Microgoura meeki) sammelte. Da die Choiseul-Insulaner als Kannibalen verschrien waren, wurde Meek von einer bewaffneten Eskorte begleitet. Während einer Expedition in Neuguinea im Jahre 1906 erlegte Meek das Typusexemplar des Königin-Alexandra-Vogelfalters (Ornithoptera alexandrae), des größten bekannten Tagfalters der Welt.
Meek war darüber hinaus ein Experte für Vogelfedern aus der Pazifikregion. 1913 bemerkte er während eines Besuchs bei den Papua-Insulanern, dass allein für den Mittelteil des Kopfschmucks eines Häuptlings die Federn von über 23 getöteten Vögeln (insbesondere von Paradiesvögeln) verwendet wurden.
Meeks Sammlung von Vogelbälgen und Insekten gehört zu den herausragendsten Exponaten des Natural History Museums in London. Weitere Teile seiner Sammlung, die Walter Rothschild in den 1930er-Jahren veräußern musste, werden im American Museum of Natural History aufbewahrt.

## Dedikationsnamen
Mehrere Vogeltaxa führen Meeks Namen im Artepitheton, darunter die Salomonentaube (Microgoura meeki), der Salomonenlori (Charmosyna meeki), der Meekspechtpapagei (Micropsitta meeki), die Bougainvillekrähe (Corvus meeki), der Tagula-Brillenvogel (Zosterops meeki), der Manuskauz (Ninox meeki), der Meekhonigfresser (Ptiloprora meekiana), der Bougainville-Zwergfischer (Ceyx meeki) und die Louisiade-Blaubrustpitta (Erythropitta meeki).

## Werke (Auswahl)
- Albert S. Meek, A Naturalist in Cannibal Land, 1913, Fischer Unwin, London